# Elliniki Omospondia Chimerinon Athlimaton
Die Elliniki Omospondia Chimerinon Athlimaton (griechisch Ελληνική Ομοσπονδία Χειμερινών Αθλημάτων, kurz ΕΟΧΑ bzw. EOCHA; deutsch Griechischer Wintersportverband) ist ein nationaler Sportfachverband in Griechenland.

## Sportarten
Die ΕΟΧA vertritt Griechenland in internationalen Sportfachverbänden in diesen Sportarten:
- Eishockey
- Eiskunstlauf
- Eisschnelllauf
- Bobsport
- Skeleton
- Stockschießen

## Geschichte
1930 wurde der Wintersportverband ΕΟΧΑ (Ελληνική Ομοσπονδία Χιονοδρομιών Elliniki Omospondia Chionodromion, „Griechischer Schneesportverband“) gegründet, dieser wurde am 29. April 1987 in die Internationale Eishockey-Föderation aufgenommen. Der Verband kümmerte sich überwiegend um die Durchführung der Spiele der griechischen Eishockeynationalmannschaft. Zudem organisierte der Verband den Spielbetrieb auf Vereinsebene, unter anderem in der griechischen Eishockeyliga.
2019 wurde die Elliniki Omospondia Pagodromion als Ausgliederung aus der ΕΟΧΑ neu gegründet, welche sich fortan auf die ursprüngliche Funktion als Skiverband konzentrierte, später schlossen sich die Verbände wieder zusammen; die Abkürzung  ΕΟΧΑ steht seitdem für Ελληνική Ομοσπονδία Χειμερινών Αθλημάτων Elliniki Omospondia Chimerinon Athlimaton („Griechischer Wintersportverband“).
In der griechischen Diaspora wurde das Greek Heritage Ice Hockey Team / Greek Heritage Team gegründet, dessen Frauenauswahl der Verband als Griechische Eishockeynationalmannschaft der Frauen unterstützt.